# Aelurillus concolor
Aelurillus concolor är en spindelart som beskrevs av Kulczynski 1901. Aelurillus concolor ingår i släktet Aelurillus och familjen hoppspindlar. Inga underarter finns listade i Catalogue of Life.